# Дејвид Патерсон (информатичар)
Дејвид Ендру Патерсон (енгл. David Andrew Patterson; Евергрин Парк, 16. новембар 1947) је амерички научник из области рачунарства који је 2017. године, заједно са Џоном Хенесијем, добио Тјурингову награду.